# 브이로그
브이로그(순화어: 영상 일기, 영어: vlog), 비디오 로그(video log) 또는 비디오 블로그(video blog)는 비디오의 형식으로 인터넷에 올려지는 블로그이다. 보통 블로그와 같이 시간의 역순으로 보이며 어떠한 메시지나 사건등의 내용을 전달하기 위해 인터넷에 올려져 공개된다. 텍스트, 이미지나 다른 데이터 형식과 같이 제공된다. RSS나 ATOM과 같은 인터넷 구독 시스템을 이용하여 구독의 형식으로 자동 다운로드 받아서 보거나 그때그때마다 접속하여 볼 수 있다. 대부분 길이는 10분미만으로 짧은 편이며 PC뿐만 아니라 휴대용 비디오 재생기인 iPod나 PMP같은 모바일기기를 이용하여 볼 수도 있으며 최근에는 Apple iTV와 같은 셋톱박스기기에서도 지원하고 있다.
많은 경우 일반인들에 의해 간단하고 저렴한 비디오 기기를 이용하여 제작되는 경우가 많다. 하지만 최근에는 대형 방송국에서도 이러한 형식과 방법으로 영상물을 배포하는 경우도 많아지고 있다.

## 역사
비디오 블로그는 블로그의 일종으로서 비디오로 만드는 일기나 게시판에서 발전되어 만들어진 것이다. 이러한 형태는 1980년대 개인용 비디오 촬영기의 등장부터 거슬러 올라갈 수 있다. 영국의 BBC같은 방송에서는 1993년 "비디오 네이션"이라는 시리즈 물에서 시청자로부터 비디오로 된 투고물을 받아 그들의 일상을 찍은 영상물로 프로그램을 구성하였다.
본격적으로 비디오 블로그가 인터넷에 등장하게 된 것은 2000년대 후반 인터넷의 속도가 빨라지고 PC의 용량이 늘어나게 되는 때부터이다. 특히 2005년에는 급속한 발전을 이루었으며 이후 유튜브와 같은 UCC 비디오를 지원하는 사이트의 등장과 발달을 자극하였다. 또한 2005년 5월에는 애플의 전 회장 스티브 잡스에 의해 iTunes에서 비디오 블로그를 쉽게 구독하고 볼 수 있는 서비스를 제공하게 되어 발달에 큰 기여를 하게 되었다.
뉴욕 예술가 넬슨 설리번은 1980년대에 뉴욕시와 사우스 캐롤라이나 주 주변에서 볼록한 스타일로 비디오를 녹음한 것으로 유명했다.
2000년 1월 2일, 아담 콘트라스는 자신의 친구들과 가족들에게 쇼 비즈니스 수행을 위해 로스앤젤레스로 이주하는 것을 알리기 위한 블로그 글과 함께 비디오를 게시했다. 이것은 훗날 가장 오랫동안 운영되던 비디오 블로그가 될 것에 대한 첫 번째 글이다. 그 해 11월, Adrian Miles는 그의 비디오 블로그를 지칭하기 위해 vog라는 용어를 묶으면서 정적인 이미지에 텍스트를 바꾸는 동영상을 올렸다. 영화제작자이자 음악가인 루크 부우먼은 2002년에 대학 졸업 후 여행 비디오 일기로 지금은 없어진 Tropisms.org 사이트를 시작했다. 2004년에 스티브 가필드는 자신의 비디오 블로그를 개설하고 그 해 "비디오 블로그의 해"를 선언했다.
야후! 비디오로깅 그룹은 2005년 8월까지 회원 수가 급격히 증가했다. 현재까지 가장 인기 있는 동영상 공유 사이트인 유튜브가 2005년 2월에 설립되었다. 이 사이트의 공동 창시자인 자위드 카림은 2005년 4월 자신의 채널인 "Jawed"에 최초의 YouTube vlog 클립을 동물원에 업로드했다. 2006년 7월까지 유투브는 매일 1억 개의 동영상을 보고 6만 5천 개의 새로운 업로드를 기록하며 5번째로 인기 있는 웹 사이트가 되었다.
많은 오픈 소스 콘텐츠 관리 시스템은 블로거들이 자신의 비디오 블로그 사이트를 호스팅하고 관리할 수 있도록 하여 비디오 콘텐츠를 포함할 수 있게 하였다. 게다가, 휴대 전화와 디지털 카메라의 융합은 거의 녹화되는 대로 비디오 컨텐츠를 웹에 게시할 수 있게 한다. 라디오 및 TV 방송국은 청취자 및 시청자와 더 많은 상호 작용을 돕는 방법으로 비디오 블로그를 사용할 수 있다.

### 기네스 세계 기록
인터넷 킬링 TV 유튜브 채널 아래의 찰스 트리피는 현재 3,000개 이상의 연속 비디오를 가지고 "유튜브에 올려진 가장 연속적인 일일 개인 비디오 블로그"로 기네스북을 보유하고 있다

### 비드콘
캘리포니아주 로스앤젤레스에서 개최되는 VidCon은 유튜브 콘텐츠 제작자와 시청자가 콘텐츠 아이디어와 비즈니스 연락처를 공유하기 위해 함께 모일 수 있도록 하는 연례 컨벤션이다. 2010년 7월 10일과 11일에 첫 VidCon 행사가 열렸으며, 현재는 인터넷 창작자, 시청자, 대표자들이 가장 많이 모이는 인트로모임이 되었다. 이 협약은 사회가 오락, 교육, 공유 및 소통하는 방식이 혁명적으로 변화하고 있음을 깨닫고집회 및 회의 참석자에게 주어지는 대화를 통해 이 사실을 강조하기로 선택한다.

## 종류

#### 개인로그
개인로그는 개인이 사람들에게 소개하고자 하는 정보를 전달하기 위해 녹음하는 온라인 동영상이다. 청중은 기업이나 조직만큼 다양하지 않다.

#### 라이브 방송 vlog
유튜브는 2008년에 유튜브 라이브라는 생방송 기능을 발표했다. 이 기능은 인스타그램과 페이스북과 같은 다른 소셜 플랫폼에서도 구축되었다.

## 유튜브의 현재
유튜브는 현재 인터넷에서 가장 많이 방문하는 사이트 3위에 올라 있다. 비디오 블로거 또는 vlogger를 위한 교통량이 많은 지역인 YouTube는 이러한 참가자들이 자신의 개인 비디오를 보여줄 수 있는 플랫폼을 만들었다. YouTube 커뮤니티에서 vlog의 인기는 지난 몇 년 동안 기하급수적으로 증가해 왔다. 가장 많이 구독하는 YouTube 채널 상위 100개 중 17개가 vlog를 주요 영상 스타일로 제공한다. 이러한 많은 블로거들은 YouTube Partner Program의 일부인데, 이 프로그램은 업계를 전문화하고 비디오 제작으로 인한 금전적 이득을 제공한다. 이러한 전문화는 다양한 채널에 대한 노출을 증가시키고 현장 내 안정감을 조성하는 데 도움이 된다. 또한, 이러한 전문화를 통해 콘텐츠 작성자들은 시청자들에 의해 신뢰할 수 있는 출처로 간주될 수 있다. 게다가, 많은 블로거들은 그들의 채널을 지속 가능한 직업으로 바꿀 수 있었다; 2013년에 가장 많은 돈을 지불한 블로거는 그 해 최소 72만 달러를 벌어들였다. 할리우드는 이 떠오르는 매체를 주목하고 있으며, 최근 디즈니 사가 인수한 마블과 같은 다른 엔터테인먼트 회사들보다 그 가치가 더 높다.

## 기타
오토바이를 타는 동안 생성된 비디오 로그는 모토블로그(이륜자동차 비디오 블로그의 약어)로 알려져 있다.

## 기타 이벤트
2005년 1월 – 최초의 블로거 컨퍼런스인 Vloggercon이 뉴욕에서 열린다.
2006년 11월 – Irina Slutsky는 최초의 연간 비디오 블로그 상인 The Vloggies를 만들고 주최했다.
2007년 5월과 8월 – 월스트리트 저널은 개인 저널 섹션의 1면에 할머니를 올린다. 2007년 8월, 그녀는 ABC 월드 뉴스 투나잇 코너에 출연하여 현재 온라인 비디오 세계에 관여하고 있는 노인들을 보여 주었다.

## 같이 보기
- 블로그
- UCC
- 로켓붐